# Ту-2

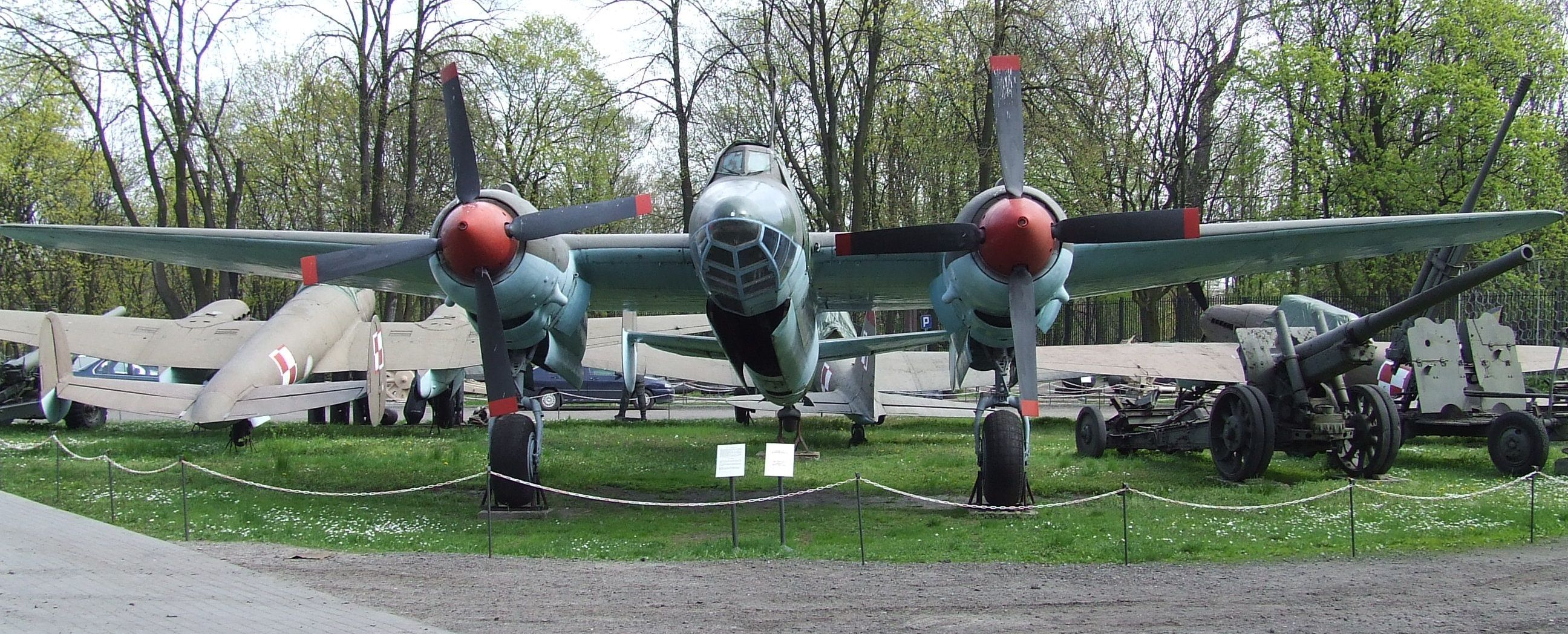
Ту-2 в музеї Війська Польського

Ту-2, також відомий як АНТ-58 і літак «103» (за  кодифікацією НАТО: Bat — «Кажан») — двомоторний  радянський високошвидкісний денний бомбардувальник (денний високошвидкісний пікіруючий бомбардувальник / фронтовий бомбардувальник) часів  Другої світової війни.

## Розробка
Рішення про створення дальнього пікіруючого бомбардувальника для завдавання точкових ударів по кораблях противника у відкритому морі та в місцях базування прийняли у квітні 1939 року.
Літак повинен був мати висоту польоту не меншу від практичних стель винищувачів ймовірного супротивника і швидкість польоту близьку до їхніх; можливість швидкісного пікірування з мінімальним часом атаки; радіус польоту щонайменше до бази британських ВМС Скапа-Флоу на Оркнейських островах. Передбачалося на літаку використовувати 4 двигуни М-105ТК з турбокомпресорами і встановити найдосконаліше обладнання для польотів над морем за будь-яких метеоумов, як вдень, так і вночі.
Проект отримав внутрішнє позначення «виріб 57» і офіційне — літак «ПБ» (пікіруючий бомбардувальник). Паралельно з «виробом 57» опрацьовувався дводвигунний варіант «ПБ» з моторами М-120ТК.
З початком Другої світової війни доцільність створення морського пікірувальника для ударів по кораблях Великої Британії зменшилась, і пріоритетнішими стають роботи над фронтовим пікірувальником. Використовуючи напрацювання по «виробу 57» Туполєв починає роботу над дводвигунним «сухопутним» варіантом з внутрішнє позначення — «виріб 58», або «літак 103» (за назвою туполівського відділу в ОТБ НКВД — літак проектувався в тюремних умовах ЦКБ-29, відомого також як «шарашка», офіційне позначення машини — «ФБ» (фронтовий бомбардувальник).
До лютого 1940 був опрацьований ескізний проект літака, а в березні було прийняте рішення про виробництво прототипу. За машиною закріплюється шифр — літак «103» 2М-120ТК. Але, оскільки двигуни М-120ТК все ще перебували на стадії розробки, на перші літаки передбачалося встановлення двигунів АМ-35А. Виготовлення почалася в травні 1940 року, в ході останнього довелося перекомпонувати літак під двигуни рідинного охолодження АМ-37.
Літак був суцільнометалевим двомоторним високопланом з двокілевим оперенням, крилом кесонної конструкції з закрилками і гальмівними ґратами. Продумане раціональне розміщення екіпажу з трьох осіб, бронезахист, гарне оборонне озброєння, протипожежна система із заповненням паливних баків інертним газом вигідно відрізняла літак від інших літаків того періоду.[джерело?]
29 січня 1941 року, льотчик-випробувач М. А. Нюхтиков виконав перший політ. Другий прототип, який позначався «103У» (виріб 59) і мав збільшений екіпажем (додали стрільця для оборони верхньої півсфери), більший запас палива і ряд інших відмінностей, піднявся в повітря 18 травня 1941 року. Держвипробування відбувалися в червні-липні 1941 року, за їх результатами було прийнято рішення щодо подальших робіт відносно літака «103», але без запуску його в серію.
15 грудня 1941 року в повітря піднявся літак «103В» (виріб 60), який проектувався паралельно з машинами «103» і «103У», і в основному повторював «103У» але мав оснащуватись двигунами М-120ТК-2. Двигуни М-120 все ще були не готові і проект був перероблений під двигуни М-82А. Через недоведеність силових установок випробування затягнулися до серпня 1942 року. У ході випробувань літак офіційно став іменуватися Ту-2, а в березні 1942 почалось серійне виробництво. На підставі досвіду бойового застосування літак був доопрацьований — посилено оборонне озброєння та проведені доробки силових установок з підвищення надійності їх роботи. Всього заводом № 166 в Омську побудовано 81 літаків Ту-2 з двигунами М-82.
17 липня 1943 року вийшла Постанова ДКО № 3754 з початку серійного виробництва «Ту-2» з двигунами 2М-82ФН, який отримав позначення Ту-2С («С» — «Серійний»), або «виріб 61».
Нові радіальні двигуни АШ-82ФН були потужніші ніж колишні АМ-38, але мали більшу масу і збільшували лобовий опір, в результаті максимальна швидкість в горизонтальному польоті навіть знизилась. Проте через збільшення тягових параметрів двигунів вдалось посилити озброєння: літак отримав можливість мати на борту до 3-х бомб загальною вагою 3 тонни, а також було посилено захисне озброєння, що включало тепер 12,7-мм кулемети УБТ замість колишніх 7,62-мм кулеметів ШКАС. В ході виробництва була проведена величезна робота щодо полегшення літака, його спрощення і уніфікації. Зокрема, на літаку, з метою підвищення бойової живучості та зниження трудомісткості та обслуговування максимально спростили гідросистему та електрообладнання, в тому числі зняли всі плафони внутрішнього освітлення, а дефіцитна екранована проводка частково була замінена на звичайну, якщо можна було використати екранування через елементи планера. На Ту-2 перших випусків мався серйозний недолік — тенденція до розвороту наприкінці пробігу, викликана особливістю системи роздільного гальмування коліс педалями колійного управління та поганою роботою гідравлічного фіксатора нейтрального положення хвостового колеса. Система була повністю перероблена за схемою використаною на Лі-2.
Серійний випуск Ту-2 тривав з березня 1942-го по 1952-й роки (у 1941-му році 1 дослідний екземпляр). Ту-2 з двигунами М-82 виготовлявся тільки на заводі № 166 в Омську, а основним виробником Ту-2С став завод № 23 в Москві, де до 1949 року було побудовано 1994 Ту-2. Окрім нього Ту-2С виготовлявся на заводі № 166 (1946—1949 рр, 222 літаки), на заводі № 39 в Іркутську (1947—1949 рр, 218 літаків) і на заводі № 82 (1951—1952 рр. 25 літаків). Під час війни було випущено 800 літаків, з яких на фронт потрапило близько 750 машин. Загалом до 1952 року радянські заводи поставили 2649 Ту-2 різних модифікацій, не рахуючи дослідних, також 176 машин було переобладнано в навчальний варіант — УТБ.

## Основні модифікації
- Ту-2 — оснащувався двигунами М-82 потужністю 1700 к.с. (деякі літаки також комплектувались М-82Ф і М-82ФН). Захисне озброєння зазвичай складалось з двох 20-мм гармат ШВАК в корені крил, а також трьох 12,7-мм кулеметів (по одному в верхніх блістерній і турельній та в нижній установках), але багато літаків мали дещо інше озброєння. Маса бомбового навантаження — 1000 кг (максимальна маса — 2000 кг), на частині літаків також були підкрильні вузли для некерованих ракет РС-132. Частина літаків також мала дерев'яні кінці крил і носову частину фюзеляжу. (81 екз.)
- Ту-2С — оснащувався двигунами АШ-82ФН потужністю 1850 к.с. Максимальна маса бомбового навантаження зросло до 3000 кг. (2423 екз.)
- Ту-2Р — розвідувальний варіант, оснащувався фотоапаратами у фюзеляжі, але також міг нести повноцінне бойове навантаження. (13 екз.)
- УТу-2 — навчальний варіант з подвійним керуванням. (23 екз. побудовані, ще частина переобладена з інших версій.)
- УТБ — навчально-тренувальний варіант з 7-ми циліндровими двигунами АШ-21 потужністю 700 к.с. і зменшеним озброєнням. (176 переобладнано з старіших машин)

## Тактико-технічні характеристики

|                           |                           | Ту-2           | Ту-2С          |
| ------------------------- | ------------------------- | -------------- | -------------- |
| Довжина                   | Довжина                   | 13,8 м         | 13,8 м         |
| Висота                    | Висота                    | 4,55 м         | 4,55 м         |
| Розмах крил               | Розмах крил               | 18,52 м        | 18,52 м        |
| Площа крил                | Площа крил                | 48,8 м²        | 48,8 м²        |
| Маса                      | пустого                   | 7601 кг        | 7474 кг        |
| Маса                      | спорядженого              | 10 538 кг      | 10 574 кг      |
| Маса                      | максимальна злітна        | 11 767 кг      | 11 768 кг      |
| Двигуни                   | Двигуни                   | 2 × М-82       | 2 × М-82ФН     |
| Потужність                | Потужність                | 2 × 1700 к. с. | 2 × 1850 к. с. |
| Максимальна швидкість     | Максимальна швидкість     | 521 км/год     | 547 км/год     |
| Дальність польоту         | Дальність польоту         | 2020 км        | 2180 км        |
| Практична стеля           | Практична стеля           | 9000 м         | 9500 м         |
| Час набору висоти 5000 м. | Час набору висоти 5000 м. | 10,2 хв        | 9,5 хв         |

## Бойове застосування
Перші три машини «103ВС» (які ще не мали імені Ту-2) прибули на фронтові випробування літом 1942 року. Разом з літаками прибула заводська бригада на чолі з Д. С. Марковим. На бойові вильоти залучалися як випробувачі, так і фронтові екіпажі з 132-го окремого бомбардувального авіаполку. Всього було виконано 25 вильотів, за результатами яких було складено висновок про високу надійність та ефективність літака. Фронтові пілоти, порівнюючи випробовуваний літак з літаком Пе-2, що стояв на озброєнні, відзначали, що на першому значно простіше пілотування, була можливість продовження польоту на одному двигуні, значно потужніше бомбове озброєння, і ще ряд позитивних якостей. Втім, також відзначали низьку надійність моторів М-82.
В вересні випробування були завершені і 132-й БАП продовжив виконання місій на Калінінському фронті. В лютому 1943 року полк перевели на Північно-західний фронт, а в травні 1943 року через втрату половини літаків був відведений на доукомплектовування. Окрім 132-го, в кінці 1942 року Ту-2 надійшли на озброєння 12-го БАП. В боях Ту-2 не використовувався для бомбометання з піке, оскільки були випадки відмови роботи автомата виходу з піке. Через припинення серійного виробництва, втрати Ту-2 не могли компенсуватись і з середини 1943 року їх почали використовувати тільки для розвідувальних місій. Зокрема в битві на Курській дузі було використано тільки 18 Ту-2 в складі 285-го БАП.
Початок масового серійного виробництва Ту-2С дозволи формувати нові бомбардувальні загони на їх основі. Весною 1944 року Ту-2С стали основним літаком в 334-й БАД (дивізія з трьох полків — 12-й БАП, 132-й БАП і 454-й БАП). Перше використання нової модифікації відбулось 9 червня 1944 року під час Виборзької операції. Ту-2 використовувались для знищення укріплень противника, а також залізничних вузлів. 334-а дивізія продовжувала виконувати завдання в Прибалтиці і Польщі аж до закінчення війни. До початку 1945 року на фронті було 279 літаків Ту-2, зведені в 6 авіаційний корпус, і 113-а окрема бомбардувальна дивізія резерву ВГК.
Після закінчення німецько-радянської війни 6-й БАК і 113 ОБАД, що увійшла до складу 7-го БАК (загалом 287 Ту-2), були перекинуті на Далекий Схід, де з великим успіхом брали участь у бойових діях з Японією. Тут вони виконували бомбардувальні і розвідувальні місії.
Ту-2 залишався на службі у ВПС СРСР у післявоєнні роки, замінивши списані відразу після війни Іл-4 і Пе-2, і експлуатувався до початку 50-х років, аж до переозброєння на реактивну авіацію.
Окрім ВПС СРСР Ту-2 поставлявся до Болгарії, Румунії, Угорщини, Польщі і в комуністичний Китай. У КНР з кінця 1949 до 1952 року було передано 311 Ту-2С, 29 УТу-2 і 33 УТБ, де вони експлуатувалися аж до 1982 року. Деякі китайські Ту-2 були збиті британськими та американськими літаками під час Корейської війни. Також він використовувався КНР в боях з Китайською республікою. Також китайці деяку кількість літаків передали Індонезії.

## Порівняння з аналогами
За сукупністю льотно-технічних характеристик, технологічності виробництва, співвідношенню бойових втрат на літако-виліт Ту-2 може вважатися найкращим фронтовим бомбардувальником СРСР у другій Світовій війні, незважаючи на досить скромний внесок у перемогу над Німеччиною. На жаль, труднощі воєнного часу не дозволили своєчасно розпочати масове виробництво цього літака.
Єдиним серйозним недоліком машини залишався поганий огляд з робочого місця штурмана, найгірший з усіх радянських та ленд-лізівськіх літаків воєнного часу.
За створення Ту-2 А. М. Туполєв отримав звання генерал-майора.